# Kyrönjoki
Le Kyrönjoki est un fleuve de l'ouest de la Finlande. C'est le principal cours d'eau situé à l'ouest du Suomenselkä et le 4e cours d'eau finlandais par importance du bassin versant à atteindre la mer au sud du 65e parallèle nord.

## Géographie
La Kyrönjoki est formée par la réunion de deux rivières de plaine, la Jalasjoki et la Kauhajoki, dans la municipalité de Kurikka, à peine 2 km en amont du centre administratif. Le confluent est situé à 45 mètres d'altitude. Si le cours principal de la Kyrönjoki est long de 127 km, les 73 km de son principal constituant (la Kauhajoki) y sont parfois ajoutés pour porter la longueur totale du fleuve à 200 km.
Son bassin versant est avec 4 923 km2 le plus important du pays à s'étendre en totalité sur les plaines côtières.
Après la réunion de la Kauhajoki et de la Jalasjoki, la Kyrönjoki poursuit la course de la Kauhajoki selon un axe nord-nord-est, au cœur de plaines agricoles. Elle traverse le village de Koskenkorva puis Ilmajoki, peu avant de recevoir son principal affluent de rive droite, la Seinäjoki, 8 km de aval de la capitale régionale du même nom. La rivière vire alors vers l'ouest et traverse Ylistaro. Elle suit un cours globalement orienté vers le nord-ouest en traversant Isokyrö puis Vähäkyrö, passe à une douzaine de kilomètres du centre de Vaasa en virant une dernière fois vers le nord pour rejoindre le Golfe de Botnie au niveau du Kvarken, dans la commune de Korsholm, son estuaire formant la baie de Vassor.

## Hydrologie
La rivière présente un régime nival de transition. Les crues de printemps sont particulièrement violentes, pouvant approcher le seuil des 500 m3/s, plus de 10 fois le module. L'été et dans une moindre mesure l'hiver voient un débit significativement réduit, avec un modeste minimum secondaire pluvial en novembre-décembre. Les crues de printemps, souvent aggravées par des barrages formés par la glace, posent un risque majeur d'inondation dans une région largement dépourvue de relief. D'importants travaux ont été réalisés depuis le lancement de protection des crues en 1953, avec la construction de 4 centrales hydro-électriques (années 1970, de 16 barrages, de 120 kilomètres de digues et l'ajout de 27 stations de pompage,. Les crues restent cependant régulières avec une dernière crue majeure fin avril 2006.
Le bassin versant présente la particularité de compter particulièrement peu de lacs à l'échelle du pays, à peine 1,3 % de la surface totale dont 0,4 % de réservoirs artificiels. Le lac de barrage le plus important atteint 11,3 km2 et seuls 4 lacs naturels dépassent 1 km2.

## Environnement
Plus de 100 000 personnes vivent dans le bassin versant de la Kyrönjoki. Si les terres sont principalement couvertes de forêts et de marais, les terres arables représentent près de 25 % du total pour une moyenne nationale de 9 %. La traversée de régions agricoles d'une importance nationale majeure est liée à une contamination relativement élevée en phosphates et produits nitrés (150 t/an d'équivalent phosphore et 2 500 t/an d'équivalent azote charriés par le fleuve). Le bassin versant est en plus constitué d'importants dépôts sulfurés déposés par mer Littorina, ancêtre de la mer Baltique (de -5500 à -2000), étape postérieure à l'ouverture du lac Ancylus.
Ces dépôts couvrent de 35000 à 40000 hectares (7-8 %) du bassin et s'oxydent en acide sulfurique. La rivière connaît de manière saisonnière des baisses brutales de pH, principalement au cours des périodes de haut débit, au printemps et en novembre-décembre. Ces épisodes d'acidification causent régulièrement des phénomènes de mortalité des poissons, un phénomène décrit pour la première fois dans la Kyrönjoki en 1854. Un des objectifs de l'actuel plan de gestion du bassin, mis en place en 2006, est de réduire les pics d'acidité de manière que le pH ne passe plus jamais sous le seuil de 5,0 et rarement sous celui de 5,5 d'ici à 2015.